# Chester Gill
Chesterfield Gill (* 18. September 1928 in Bridgetown; † 14. Januar 2003 in Basel) war ein Schweizer Jazzmusiker, Komponist und Chorleiter barbadischer Herkunft.

## Leben

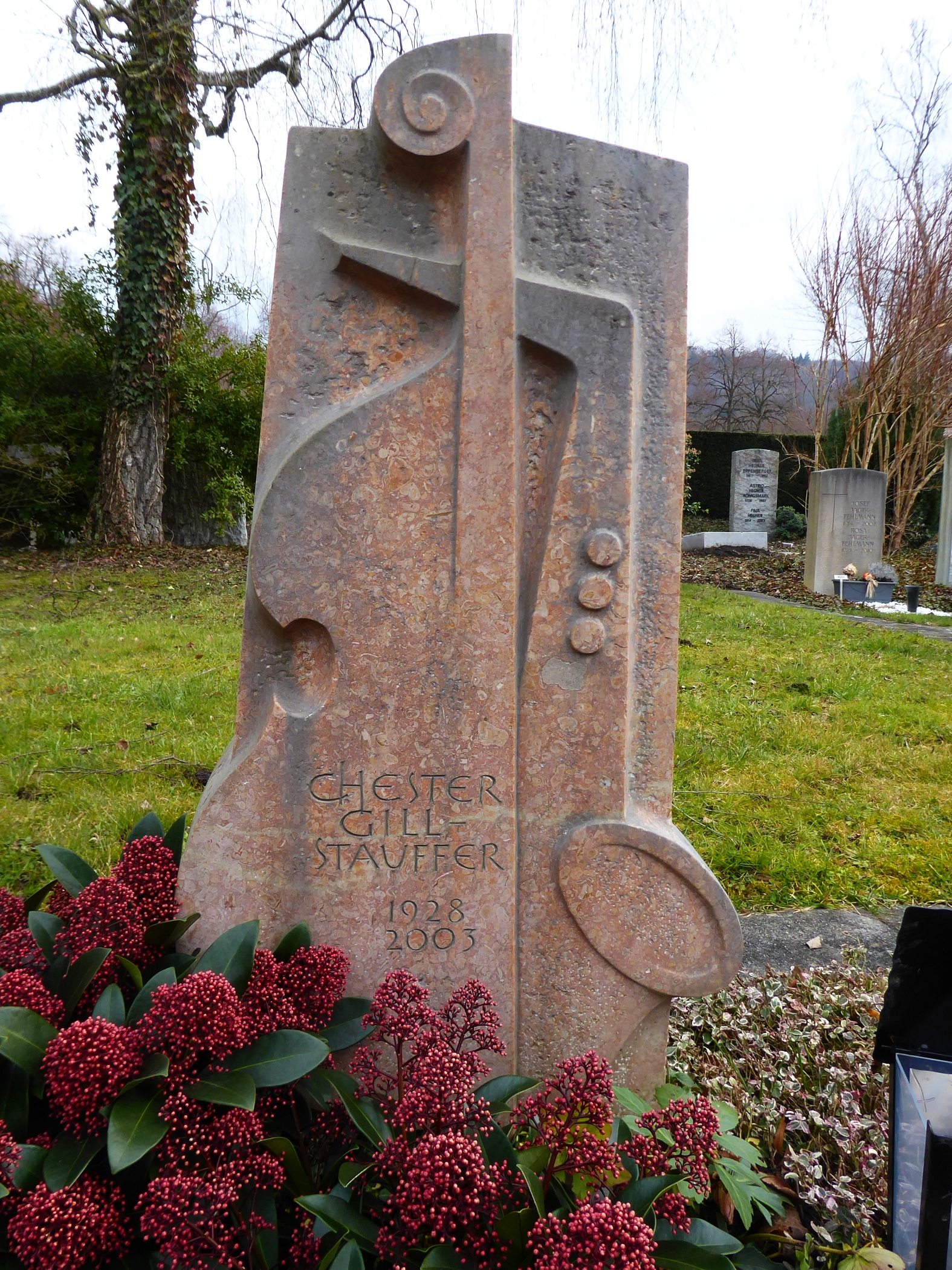
Grab auf dem Friedhof am Hörnli.

Gill begann mit sieben Jahren, Trompete zu spielen und folgte seinem Bruder in die Heilsarmee, die ihm eine musikalische Ausbildung ermöglichte. 1946 war er bereits Bandleader bei verschiedenen lokalen Formationen. 1957 emigrierte Gill nach London, um als Buschauffeur bei London Bus (heute in Transport for London integriert) zu arbeiten; abends trat er als Musiker auf.
Infolge eines längeren Streiks folgte Gill nach rund einem Jahr dem Ruf früherer Bandkollegen aus Trinidad, bei einer Tournee in der Schweiz mitzuwirken. Nach zwei Tourneejahren liess er sich 1960 in Basel nieder und studierte Gesang am Basler Konservatorium. Danach arbeitete Gill zunächst als privater Musikpädagoge, später jahrzehntelang als Instrumentallehrer am Humanistischen Gymnasium. 1973 erhielt er das Schweizer Bürgerrecht und gründete seinen eigenen Chor, die Chester Gill Singers. Daneben übernahm er die Leitung eines Gospelchors in Rheinfelden sowie zweier Zunftchöre, u. a. denjenigen der Zunft zu Hausgenossen, wo er 1983 zünftig wurde.
Gill veröffentlichte 1975 und 1981 zwei LPs mit eigenen Calypsostücken. Als Komponist schrieb er 1989 das Oratorium Im Anfang war das Wort und 2000 das Musical The Picture, jeweils zu Texten von Rudolf Suter, sowie klassische Chorstücke, Volkslieder und Bearbeitungen. Er war mit Rosmarie Stauffer verheiratet. Sein Sohn, Peter Gill, ist seinerseits Amateur-Jazzpianist. Zu seinen Schülern zählen u. a. die Jazzmusiker Sam Burckhardt, Martin Kunzler und Nubya.
Das Saxophon war Gills Hauptinstrument, daneben spielte und unterrichtete er seit Jugendjahren fünf weitere Instrumente (Gesang und Gattungsvarianten nicht berücksichtigt): Trompete, Gitarre, Klarinette, Kontrabass und – seit dem Studium in Basel – Klavier.
Gill fand seine letzte Ruhestätte auf dem Friedhof am Hörnli.

## Werke
Für Chor und Instrumente
- Im Anfang war das Wort (Oratorium in 3 Teilen für Sprecher, Chor, Soli und Orchester (1. Fassung 1989 mit Big Band, 2. Fassung 1992 mit Saxophon-Ensemble) – Text: Rudolf Suter)
- The Picture (Musical, 2000 – Libretto: Rudolf Suter)
- I'm Happy (Samba für Männerchor und Pfeifer, o. J.)
- The British Grenadiers (Arrangement für Männerchor, Blechbläserquintett, Pfeifer und Trommler, o. J.)

Für Chor a cappella
- Spirituals and Gospels (Erster Band mit 19 traditionellen Liedern arrangiert für vierstimmigen gemischten Chor, veröffentlicht 1985 – illustriert von Hans Weidmann)
  - Aint That Good News
  - All I Want
  - Baby Bethlehem
  - Burden Down, Lord (für dreistimmigen Chor)
  - City Called Heaven
  - Down In My Heart
  - Everywhere I Go
  - Hold On
  - I Belong to the Band
  - I Know the Lord
  - I'll Fly Away
  - Just a Closer Walk
  - Michael (für dreistimmigen Chor)
  - Oh, Freedom
  - Oh, the Blood of Jesus
  - Over My Head
  - The Gospel Train
  - Wasn't That a Mighty Day (für dreistimmigen Chor)
  - When I Lay My Burden Down

- Spirituals and Gospels (Zweiter Band mit 20 Liedern und Arrangements für vierstimmigen gemischten Chor, veröffentlicht 1993 – illustriert von Hans Weidmann)
  - Be It Morning, Noon or Night (Eigenkomposition)
  - Can't You Live Humble
  - Don't You Hear Me (Eigenkomposition)
  - I See Hope (Eigenkomposition)
  - Laugh (Eigenkomposition)
  - Love (Eigenkomposition)
  - Love King Jesus
  - Mary Had a Baby
  - Move Along
  - My Ship is on the Ocean
  - New Born
  - Oh, I'm a Going to Sing
  - Peace Must Come (Eigenkomposition, für fünfstimmigen Chor)
  - Praise Him
  - Rise Up Shepherds
  - Thanks / Be with Me Day and Night (eigens komponierter Kanon)
  - Were You There
  - We Shall Overcome (für fünfstimmigen Chor)
  - You Got a Right

- Amen (für gemischten Chor, 1975)
- Down by the Riverside (für gemischten Chor, 1975)
- Gimme dat ol' time religion (für Bariton und gemischten Chor, 1975)
- Give Me Oil (für Bariton und gemischten Chor, 1977)
- Sit Down (für gemischten Chor, 1979)
- Soon in the Morning (für gemischten Chor, 1979)
- Go Back Home to Your Ma, Boy (für Bariton und gemischten Chor, 1980)
- Jesus Met the Woman (für gemischten Chor, 1981)
- Tim (für Bariton und gemischten Chor, 1983)
- Zunftspruch I (für Männerchor, 1984)
- The Baby Boy (für gemischten Chor, 1985)
- The Wayfaring Strangers (für gemischten Chor, 1985)
- The Drunken Sailor (für Männer- oder gemischten Chor, 1985)
- Sing praises / Lobpreiset (für Männer- oder gemischten Chor, 1986)
- Basel (für Männer- oder gemischten Chor, 1987 – Text: Felix Burckhardt)
- Basel Stadt (für Männer- oder gemischten Chor, 1988 – Text: Rudolf Suter)
- Potpourri (für Männerchor, 1991 – Text: diverse Volkslieder)
- Gässle (1. Fassung für gemischten Chor, 1988 / 2. Fassung für Männerchor, 1995)
- A Little Talk with Jesus (für Bariton und gemischten Chor, 1993)
- Everybody Needs a Friend (für Bariton und gemischten Chor, 1995)
- Zunftspruch II (für Männerchor, 1996)
- Vive l'amour (für gemischten Chor, o. J.)
- Nobody Knows the Trouble I’ve Seen (für Männerchor, o. J.)
- Oh Happy Day (für Männerchor, o. J.)

Für Instrumente
- Dr Gleezi (Pfeifermarsch für Vereinigte Kleinbasler, veröffentlicht 1975 – im September 1974 unter dem Titel Swiss Ches(ter) komponiert)
- Gässle (Pfeifermarsch-Arrangement für Hausgenossen-Zunft, 1995)
- Dr Huusgnoss (Pfeifermarsch für Hausgenossen-Zunft, o. J. – ursprünglicher Titel Dr Zunftbrueder)

## Diskografie (Auswahl)
- Leavin' Blues, Eigenverlag, EP 17073, ca. 1970.
- Calypsos, Duraphon Records, LP HD 221, Therwil 1975.
- In the Field of Spirituals and Gospels, Turicaphon, LP ML 529, Riedikon 1981.
- City called Heaven, Chester Gill Singers, Chester Gill (Leitung), ML 582, 1987.
- Im Anfang war das Wort, Chester Gill Singers, Saxophon Ensemble des Konservatoriums Basel, Chester Gill (Leitung), Inter-Music Studio, Bottmingen 1992.